# Gonzalo Martín Pereira
Gonzalo Martín Pereira Dos Santos (Montevideo, Uruguay, 20 de enero de 1997) es un futbolista uruguayo. Juega de delantero y su equipo actual es el Danubio Fútbol Club de la Primera División de Uruguay.
A pesar de nacer en la capital uruguaya, creció en Artigas y se considera artiguense.

## Trayectoria
Debido a malos resultados en el Torneo Clausura 2016, asumió como técnico en el club Pablo Gaglianone, quien conocía a Gonzalo de las categorías juveniles. De inmediato lo ascendió y convocó en la lista de concentrados con los profesionales para el próximo encuentro.
Debutó como profesional el 2 de abril de 2016 en el Estadio Jardines del Hipódromo, jugó los minutos finales contra Racing y empataron 1 a 1. Pereira disputó su primer partido con 19 años y 73 días, utilizó la camiseta número 18.
En la siguiente fecha, estuvo en el primer partido oficial que se jugó en el Estadio Campeón del Siglo, ingresó al minuto 57 para enfrentar a Peñarol, tuvo como rivales a jugadores destacados como Matías Aguirregaray, Carlos Valdés y Diego Martín Forlán Corazzo, pero perdieron 2 a 1.
Gaglianone no pudo ganar en sus 4 primeros partidos como técnico, con tres derrotas y un empate, por lo que fue cesado y asumió Leonardo Ramos.
Ramos mantuvo a Gonzalo en el plantel. En el debut del nuevo entrenador, vencieron a Liverpool 3 a 0, Pereira estuvo en cancha los 22 minutos finales y se enfrentó a su compañero de selección juvenil, Nicolás De La Cruz.
Danubio tuvo un Torneo Clausura irregular, finalizaron en la posición 15, sobre 16 equipos. En su primera temporada como profesional, el Pollo disputó 5 partidos y totalizó 118 minutos en cancha.

## Selección nacional
Pereira ha sido parte de la selección de Uruguay en las categorías juveniles sub-18 y sub-20.
El 16 de abril de 2015, fue citado por Alejandro Garay para defender a Uruguay sub-18 en el Torneo Internacional Sub-18 Suwon JS en Corea del Sur. Gonzalo debutó con la Celeste el 29 de abril, ingresó al minuto 55 por Ramírez, se enfrentó a Corea y perdieron 1 a 0. El 1 de mayo, jugó su primer partido como titular, fue contra Francia y ganaron 2 a 1 con un doblete de Valverde. El último partido del cuadrangular fue contra Bélgica, Uruguay tenía posibilidades de ser campeón si ganaban, pero perdieron 2 a 0. Los belgas finalizaron con 5 puntos y ganaron el torneo, mientras que la Celeste quedó en último lugar. Jugó con la camiseta número 18 y estuvo presente en los tres encuentros.
El 17 de junio fue convocado nuevamente, esta vez para viajar a Estados Unidos y defender nuevamente a Uruguay sub-18, en un torneo cuadrangular amistoso en Los Ángeles. Esta vez utilizó la camiseta número 9. El primer partido fue contra el anfitrión, Estados Unidos, Uruguay dominó todo el encuentro, Pereira anotó su primer gol con la Celeste al minuto 60 y ganaron 2 a 1. En el segundo partido, se enfrentaron a Tijuana sub-20, un club, armado y con ventaja de edad, a pesar de eso empataron 1 a 1. El partido final, contra República Checa, fue un encuentro parejo pero derrotaron 1 a 0 a los europeos y se coronaron campeones del cuadrangular. Gonzalo jugó los tres partidos, todos como titular.
El 1 de octubre volvió a ser convocado a la selección, esta vez por Fabián Coito, para entrenar y ser parte del proceso rumbo al Campeonato Sudamericano Sub-20 de 2017 en Ecuador.
El 12 de octubre jugó un partido amistoso contra Rusia sub-17 en el Franzini, fue titular con la camiseta número 7, al minuto 66 anotó un gol y ganaron 2 a 1 luego de comenzar en desventaja.
Entrenó con la sub-18 de Uruguay hasta fin de año, y jugaron algunos partidos amistosos de práctica. Contra Progreso, Boston River, Central Español, Nacional Universitario, la selección de Colonia y la de San José.
Debido a una lesión, no pudo comenzar el año siguiente con la selección y se perdió los primeros entrenamientos y amistosos internacionlaes.
El 27 de marzo de 2016, fue convocado para entrenar con la selección sub-20 por primera vez en el año.
Luego de cuatro semanas de práctica, fue citado para jugar dos partidos amistosos en Uruguay contra Paraguay.
El 26 de abril debutó con la sub-20, fue titular bajo la mirada de Óscar Tabárez, técnico de la selección absoluta, anotó un gol y empataron 1 a 1. Pereira jugó su primer partido con 19 años y 97 días, utilizó la camiseta número 19.
Debido a que fue convocado por Danubio, tuvo que dejar la selección y no pudo estar presente en el segundo amistoso.

### Participaciones en juveniles
En cursiva las competiciones no oficiales.
| Competición                                | Sede           | Resultado     | Partidos | Goles |
| ------------------------------------------ | -------------- | ------------- | -------- | ----- |
| Suwon JS Cup Sub-18 de 2015                | Corea del Sur  | Cuarto puesto | 3        | 0     |
| NTC Invitational Tournament Sub-18 de 2015 | Estados Unidos | Campeón       | 2        | 0     |
| Torneo Cuatro Naciones Sub-19 de 2016      | Catar          | Subcampeón    | 3        | 0     |

### Detalles de partidos
| Con Uruguay Sub-18 | Con Uruguay Sub-18 | Con Uruguay Sub-18 | Con Uruguay Sub-18    | Con Uruguay Sub-18    | Con Uruguay Sub-18                   | Con Uruguay Sub-18 | Con Uruguay Sub-18 | Con Uruguay Sub-18 | Con Uruguay Sub-18 |
| N°                 | Rival              | Resultado          | Fecha                 | Lugar                 | Competencia                          | Goles              | Asistencias        | Ref.               |                    |
| ------------------ | ------------------ | ------------------ | --------------------- | --------------------- | ------------------------------------ | ------------------ | ------------------ | ------------------ | ------------------ |
| 1                  | Corea del Sur      | 1:0 (0:0)          | 29 de abril de 2015   | Suwon Corea del Sur   | Amistoso Suwon JS Cup                | -                  | -                  | 1                  |                    |
| 2                  | Francia            | 1:2 (0:0)          | 1 de mayo de 2015     | Suwon Corea del Sur   | Amistoso Suwon JS Cup                | -                  | -                  | 2                  |                    |
| 3                  | Bélgica            | 2:0 (0:0)          | 3 de mayo de 2015     | Suwon Corea del Sur   | Amistoso Suwon JS Cup                | -                  | -                  | 3                  |                    |
| 4                  | Estados Unidos     | 1:2 (0:1)          | 11 de julio de 2015   | Carson Estados Unidos | Amistoso NTC Invitational Tournament | -                  | -                  | 4                  |                    |
| 5                  | Tijuana            | 1:1 (0:1)          | 13 de julio de 2015   | Carson Estados Unidos | Amistoso                             | 60'                | -                  | 5                  |                    |
| 6                  | República Checa    | 0:1 (0:1)          | 15 de julio de 2015   | Carson Estados Unidos | Amistoso NTC Invitational Tournament | -                  | -                  | 6                  |                    |
| 7                  | Rusia              | 2:1 (0:0)          | 12 de octubre de 2015 | Montevideo · Uruguay  | Amistoso                             | 66'                | -                  | 7                  |                    |

| Con Uruguay Sub-20 | Con Uruguay Sub-20 | Con Uruguay Sub-20 | Con Uruguay Sub-20       | Con Uruguay Sub-20                 | Con Uruguay Sub-20              | Con Uruguay Sub-20 | Con Uruguay Sub-20 | Con Uruguay Sub-20 | Con Uruguay Sub-20 |
| N°                 | Rival              | Resultado          | Fecha                    | Lugar                              | Competencia                     | Goles              | Asistencias        | Ref.               |                    |
| ------------------ | ------------------ | ------------------ | ------------------------ | ---------------------------------- | ------------------------------- | ------------------ | ------------------ | ------------------ | ------------------ |
| 1                  | Paraguay           | 1:1 (0:1)          | 26 de abril de 2016      | Canelones · Uruguay                | Amistoso                        | 69'                | -                  | 1                  |                    |
| 2                  | Chile              | 3:0 (1:0)          | 31 de mayo de 2016       | Montevideo · Uruguay               | Amistoso                        | -                  | -                  | 2                  |                    |
| 3                  | Perú               | 2:1 (2:1)          | 14 de junio de 2016      | San José · Uruguay                 | Amistoso                        | -                  | -                  | 3                  |                    |
| 4                  | Perú               | 4:0 (0:0)          | 16 de junio de 2016      | Maldonado · Uruguay                | Amistoso                        | -                  | -                  | 4                  |                    |
| 5                  | Guatemala          | 1:0 (1:0)          | 22 de junio de 2016      | Canelones · Uruguay                | Amistoso                        | -                  | -                  | 5                  |                    |
| 6                  | Sel. Gaúcha        | 5:2 (3:2)          | 16 de agosto de 2016     | Montevideo · Uruguay               | Amistoso                        | -                  | -                  | 6                  |                    |
| 7                  | Chile              | 1:0 (1:0)          | 30 de agosto de 2016     | San Vicente de Tagua Tagua · Chile | Amistoso                        | -                  | -                  | 7                  |                    |
| 8                  | Corea del Sur      | 0:1 (0:0)          | 21 de septiembre de 2016 | Doha Catar                         | Amistoso Torneo Cuatro Naciones | -                  | -                  | 8                  |                    |
| 9                  | Senegal            | 2:1 (0:0)          | 24 de septiembre de 2016 | Doha Catar                         | Amistoso Torneo Cuatro Naciones | -                  | -                  | 9                  |                    |
| 10                 | Senegal            | 1:4 (0:2)          | 28 de septiembre de 2016 | Doha Catar                         | Amistoso Torneo Cuatro Naciones | -                  | -                  | 10                 |                    |

## Estadísticas

### Clubes
Actualizado al 29 de octubre de 2016.
Último partido citado: Boston River 1 - 2 Danubio
| Club              | Div.          | Temporada     | Liga  | Liga  | Copas nacionales | Copas nacionales | Torneos internacionales | Torneos internacionales | Total | Total |
| Club              | Div.          | Temporada     | Part. | Goles | Part.            | Goles            | Part.                   | Goles                   | Part. | Goles |
| ----------------- | ------------- | ------------- | ----- | ----- | ---------------- | ---------------- | ----------------------- | ----------------------- | ----- | ----- |
| Danubio · Uruguay | 1.ª           | 2015/16       | 6     | 0     | -                | -                | -                       | -                       | 6     | 0     |
| Danubio · Uruguay | 1.ª           | 2016          | 0     | 0     | -                | -                | -                       | -                       | 0     | 0     |
| Danubio · Uruguay | Total club    | Total club    | 6     | 0     | 0                | 0                | 0                       | 0                       | 6     | 0     |
| Total carrera     | Total carrera | Total carrera | 6     | 0     | 0                | 0                | 0                       | 0                       | 6     | 0     |

### Selecciones
Actualizado al 5 de octubre de 2016.
Último partido citado: Uruguay 3 - 1 Venezuela
| Selección        | Temporada     | Continental | Continental | Mundial | Mundial | Amistosos | Amistosos | Total | Total |
| Selección        | Temporada     | Part.       | Goles       | Part.   | Goles   | Part.     | Goles     | Part. | Goles |
| ---------------- | ------------- | ----------- | ----------- | ------- | ------- | --------- | --------- | ----- | ----- |
| Sub-18 · Uruguay | 2014/15       | -           | -           | -       | -       | 6         | 1         | 6     | 1     |
| Sub-18 · Uruguay | 2015/16       | -           | -           | -       | -       | 1         | 1         | 1     | 1     |
| Sub-18 · Uruguay | Total sel.    | -           | -           | -       | -       | 7         | 2         | 7     | 2     |
| Sub-20 · Uruguay | 2015/16       | -           | -           | -       | -       | 5         | 1         | 5     | 1     |
| Sub-20 · Uruguay | 2016/17       | -           | -           | -       | -       | 5         | 0         | 5     | 0     |
| Sub-20 · Uruguay | Total sel.    | -           | -           | -       | -       | 10        | 1         | 10    | 1     |
| Total carrera    | Total carrera | -           | -           | -       | -       | 17        | 3         | 17    | 3     |

### Resumen estadístico
|                             | Partidos | Goles | Promedio |
| --------------------------- | -------- | ----- | -------- |
| Liga                        | 6        | 0     | 0,00     |
| Copas nacionales            | 0        | 0     | 0,00     |
| Copas internacionales       | 0        | 0     | 0,00     |
| Selección de Uruguay Sub-18 | 7        | 2     | 0,28     |
| Selección de Uruguay Sub-20 | 10       | 1     | 0,10     |
| Total                       | 23       | 3     | 0,13     |

## Palmarés

### Títulos amistosos
| Título                      | Equipo                      | País           | Año  |
| --------------------------- | --------------------------- | -------------- | ---- |
| NTC Invitational Tournament | Selección de Uruguay Sub-18 | Estados Unidos | 2015 |

### Otras distinciones
- Copa Infantil Internacional de Sao Leopoldo: 2012 (con Danubio sub-15)
- Torneo Clausura Sub-16: 2013 (con Danubio sub-16)
- Campeonato Uruguayo Sub-16: 2013 (con Danubio sub-16)
- Torneo Apertura Sub-17: 2014 (con Danubio sub-17)
- Campeonato Uruguayo Sub-17: 2014 (con Danubio sub-17)
- Copa Oro Centenario Granate: 2014 (con Danubio sub-19)